# Charles Albert Tindley
Charles Albert Tindley, detto Il principe dei predicatori, (Berlin, 7 luglio 1851 – Filadelfia, 26 luglio 1933), è stato un pastore metodista e compositore di musica gospel statunitense; la sua composizione I'll Overcome Someday è accreditata come base per l'Inno dei diritti civili degli Stati Uniti We Shall Overcome. Un altro dei suoi inni è Take Your Burden to the Lord and Leave It There (1916), così come What Are They Doing in Heaven? (1901).
Spesso definito "Il principe dei predicatori", si formò, divenne ministro e fondò una delle più grandi congregazioni metodiste al servizio della comunità afroamericana della Costa orientale degli Stati Uniti.

## Primi anni e formazione
Sebbene Tindley fosse un uomo libero prima della guerra civile americana, aveva una profonda e intima comprensione del sistema di schiavitù negli Stati Uniti perché suo padre era uno schiavo e perché lui stesso era cresciuto in mezzo ad altre persone in schiavitù. La condizione di Tindley si basava sui criteri della schiavitù antebellica, che stabilivano che egli era un uomo libero perché sua madre era una donna libera.
Dopo la guerra civile si trasferì a Filadelfia, dove trovò lavoro come portatore di mattoni. Con la moglie Daisy frequentò la chiesa episcopale metodista di Bainbridge St. In seguito Charles divenne il sagrestano, un lavoro senza stipendio.
Non avendo mai potuto frequentare la scuola, Tindley imparò a leggere seduto alla luce del fuoco, scandendo le lettere e infine le parole da pezzi di carta con scritte che trovava.
Imparò a leggere così bene che in seguito si rivolse a una sinagoga di Filadelfia in North Broad St. per imparare l'ebraico. In seguito imparò il greco seguendo un corso per corrispondenza presso la Scuola Teologica di Boston.

## Chiesa
Senza alcuna laurea Tindley fu qualificato per l'ordinazione nella Chiesa Episcopale Metodista tramite un esame, con punteggi elevati. Fu ordinato diacono nella Conferenza del Delaware nel 1887 e anziano nel 1889. Come era prassi della Chiesa Metodista, Tindley fu incaricato dal suo vescovo di servire come pastore itinerante, rimanendo per un periodo relativamente breve in ogni carica: nel 1885 a Cape May, New Jersey, nel 1887 a South Wilmington, Delaware, nel 1889 a Odessa, Delaware, nel 1891 a Pocomoke City, Maryland, nel 1894 a Fairmount, Maryland e nel 1897 a Wilmington, Delaware, presso la chiesa metodista di Ezion. Nel 1900 divenne presidente anziano del distretto di Wilmington.

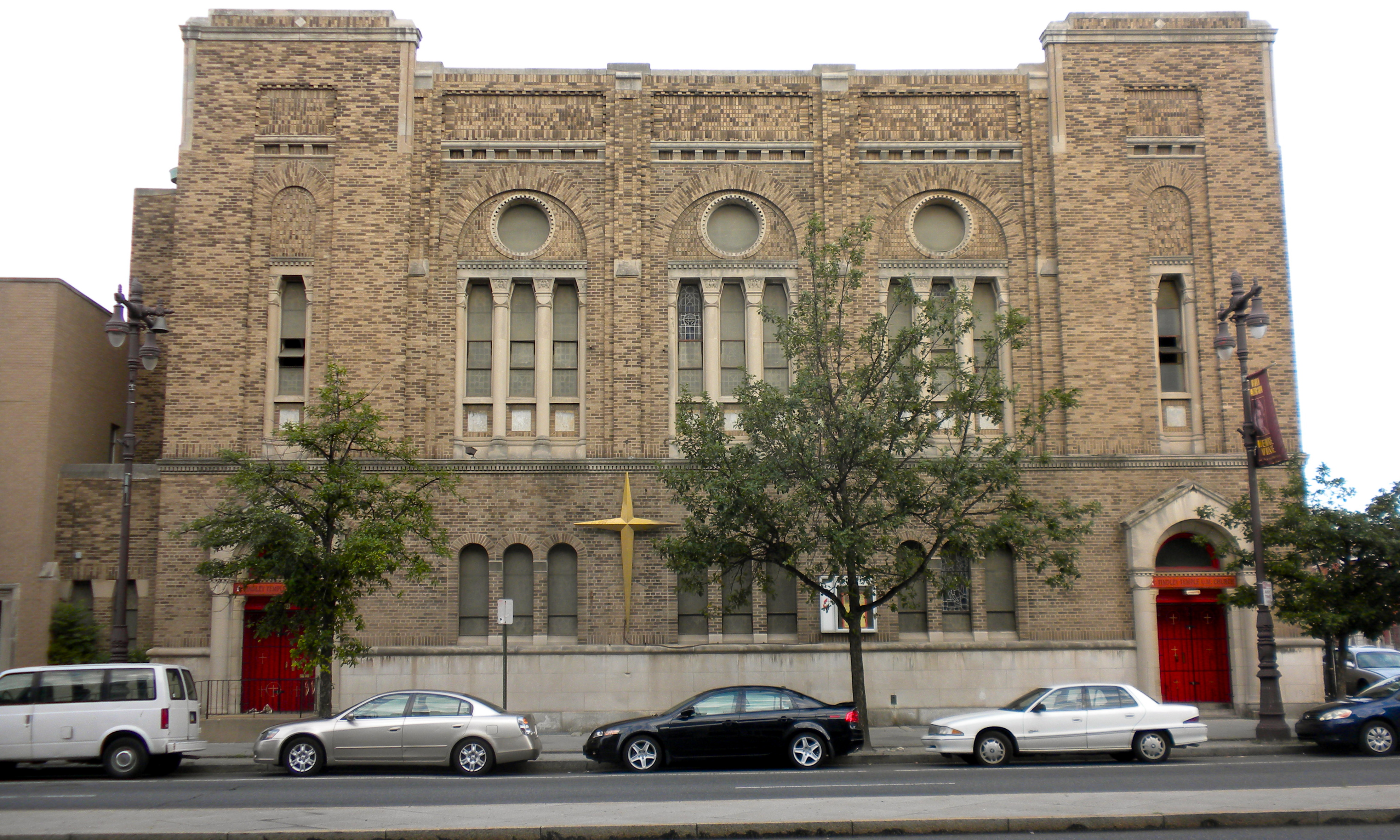
Tempio di Tindley

Tindley divenne quindi pastore della stessa chiesa in cui era stato sagrestano. Sotto la sua guida la chiesa crebbe rapidamente rispetto ai 130 membri che aveva al suo arrivo. Nel 1906 la congregazione si trasferì da Bainbridge Street a Broad e Fitzwater Streets e fu ribattezzata East Calvary Methodist Episcopal Church. La struttura, acquistata dalla chiesa presbiteriana di Westminster, aveva 900 posti a sedere, anche se ben presto si riempì. Con il tempo la congregazione crebbe fino a diventare multirazziale e a coinvolgere 10.000 persone. Dopo la sua morte, la chiesa fu ribattezzata “Tindley Temple”. Nel 2011 la Tindley Temple United Methodist Church è stata inserita nel Registro nazionale dei luoghi storici.
Tindley conosceva i politici e gli imprenditori di Filadelfia, tra cui John Wanamaker. Collaborò con gli imprenditori per aiutare i suoi membri a trovare lavoro. Incoraggiò inoltre i membri ad avviare attività in proprio e ad acquistare case. La chiesa formò la East Calvary Building and Loan Association per concedere mutui. Tindley sollecitò anche donazioni di cibo da parte di uomini d'affari per il compito della congregazione di sfamare i bisognosi.
Tindley si oppose agli eventi sociali che considerava degradanti, tra cui il Cake Walk and Ball del 1912 e lo spettacolo dei Soap Box Minstrels all'Academy of Music di Broad e Locust Street. Nel 1915 Tindley e altri leader, tra cui il reverendo Wesley Graham, guidarono i manifestanti in una marcia verso il Forrest Theater per protestare contro la proiezione del film Nascita di una nazione di D. W. Griffith. Furono attaccati dai bianchi con bastoni, mazze e bottiglie. Graham fu ricoverato in ospedale; le ferite di Tindley furono curate a casa.
Tindley ricevette il titolo di Doctor of Divinity dal Bennett College e dal Morgan State University di Baltimora, nel Maryland.

## Composizioni

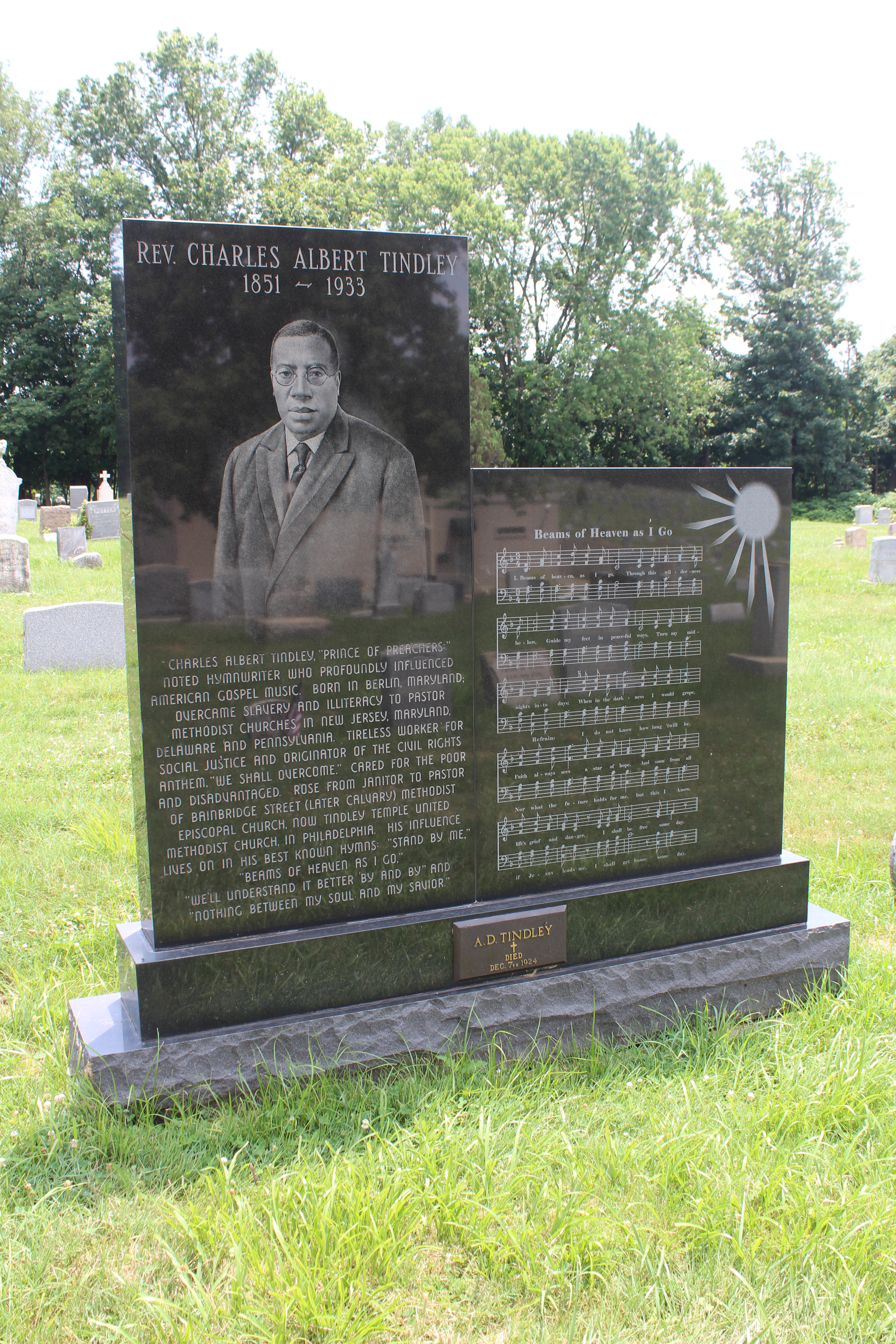
Lapide di Charles Albert Tindley nel Cimitero di Eden, Collingdale, Pennsylvania

Tindley è stato un noto autore e compositore di inni gospel ed è riconosciuto come uno dei padri fondatori della musica gospel americana. Cinque dei suoi inni compaiono nell'United Methodist Hymnal del 1989. La sua composizione I'll Overcome Someday è considerata da alcuni osservatori la base dell'Inno dei diritti civili degli Stati Uniti We Shall Overcome. Un altro suo inno degno di nota è (Take Your Burden to the Lord and) Leave It There (1916), che è stato incluso in diversi innari ed è stato registrato da numerosi artisti in una varietà di stili. Altre canzoni sono Stand by Me (1905) e What Are They Doing in Heaven? (1901).
Tindley pubblicò le sue canzoni a partire dal 1901 e pubblicò diverse raccolte di inni, tra cui Soul Echoes nel 1905 (edizione ampliata “No. 2”, 1909) e una serie che inizia con New Songs Of Paradise! nel 1916. La raccolta postuma New Songs of Paradise, No. 6 del 1941 è stata la prima a riunire tutti i 46 inni pubblicati da Tindley, anche se in alcuni casi sono state tralasciate strofe pubblicate in precedenza. Beams of Heaven: Hymns of Charles Albert Tindley (1851-1933) (2006) ripristina l'intero numero di strofe originali.
Morì il 26 luglio 1933 a Filadelfia, in Pennsylvania, ed è sepolto nel Cimitero di Eden a Collingdale, Pennsylvania.

## Nella cultura popolare
Tindley è il soggetto di un libro illustrato per bambini scritto dalla poetessa Carole Boston Weatherford e dall'artista Bryan Collier.